# Majma
Majma (ros. Майма) – wieś w Rosji, w Republice Ałtaju, stolica rejonu majmińskiego.

## Demografia
- 2002 – 15 344[2]
- 2016 – 17 824[1]